# Garrulax palliatus
El charlatán de la Sonda (Garrulax palliatus) es una especie de ave paseriforme de la familia Leiothrichidae.

## Distribución geográfica
Es endémica de las selvas montanas de Borneo y Sumatra.

## Subespecies
Se reconocen las siguientes:
- G. p. palliatus (Bonaparte, 1850) - Sumatra.
- G. p. schistochlamys Sharpe, 1888 - Borneo.

## Estado de conservación
Se encuentra amenazada por la pérdida de su hábitat natural.